# Соколов, Валерий Федорович
Валерий Федорович Соколов (род. 14 января 1946 года, Обухово, Ногинский район, Московская область) — советский игрок в хоккей с мячом. Мастер спорта СССР.

## Карьера
Первой серьезной командой в карьере Валерия Соколова стало «Динамо» из Алма-Аты. Вместе с ней он становился призёром чемпионата СССР по хоккею с мячом. Затем хоккеист выступал за другие известные клубы класса «А»: «Старт» (Горький) (1967—1969), «Литейщик» (Караганда) (1971—1972), «Вымпел» (Калининград М. о.) (1972—1973). В 1971 году спортсмен получил звание мастера спорта СССР по хоккею с мячом.
После завершения карьеры стал хоккейным арбитром. В 1987 году получил звание судьи республиканской категории по хоккею с мячом.
Помимо хоккея с мячом занимался футболом. В 1964—1966 годах выступал за команду второй группы класса «А» «Текстильщик» (Иваново). В основном, ему приходилось играть в дубле. За основной состав ивановского коллектива провел две игры и забил один гол.

## Достижения
Бронзовый призёр чемпионата СССР (2) — 1966, 1967.